# 松阪市立朝見小学校
松阪市立朝見小学校（まつさかしりつ あさみしょうがっこう）は三重県松阪市の市立小学校。

## 沿革
学制発布に伴い、1875年（明治8年）8月に清水学校が西方寺で、七見学校が安養院で創設され、1877年（明治10年）3月には佐久米学校も開校した。佐久米学校は1883年（明治16年）10月に朝田学校（1880年〔明治13年〕2月に朝田寺で開校）を統合した。また、清水学校と七見学校は1884年（明治17年）8月に統合して清見学校と称した。
1887年（明治20年）1月、佐久米学校と清見学校が統合し立田尋常小学校となった。1892年（明治25年）10月には、西黒部尋常小学校から古井・西野々地区を学区に編入し、朝見尋常小学校に改称、さらに1902年（明治35年）4月に高等科を設置したことを受け、朝見尋常高等小学校に改称した。朝見尋常高等小学校には1910年（明治43年）4月に実業補習学校、1926年（大正15年）7月に青年訓練所が並置された。
1941年（昭和16年）4月、国民学校令により朝見国民学校に改称、1947年（昭和22年）4月に朝見小学校へと校名を改めた。同時に朝見村立朝見中学校を併設するも、1948年（昭和23年）7月に統合により新設された櫛田村外二カ村学校組合立飯野中学校に統合され、姿を消した。更に1948年（昭和23年）12月に朝見村が松阪市に編入されたことで、松阪市立朝見小学校になった。
2026年度をもって松阪市立東黒部小学校、松阪市立西黒部小学校、松阪市立機殿小学校と統合され松阪市立東部北小学校が開校予定。

## 校区
市立中学校に進学する場合、松阪市立東部中学校に入学する。
- 朝田町[5]
- 立田町[5]
- 和屋町[5]
- 上七見町[5]
- 下七見町[5]
- 新屋敷町[5]
- 古井町[5]
- 西野々町[5]
- 佐久米町[5]
- 大宮田町[5]

## 児童数
2009年（平成21年）5月1日現在の児童数は99人。2016年5月1日現在の児童数は6学級93人、教員数は11人。

## 周辺
- 朝田寺
- 三重県道59号松阪第2環状線
- 三重県道60号伊勢松阪線